# Wohl dem, der sich auf seinen Gott
Wohl dem, der sich auf seinen Gott (BWV 139) ist eine Kirchen-Kantate von Johann Sebastian Bach. Er komponierte die Choralkantate 1724 in Leipzig für den 23. Sonntag nach Trinitatis und führte sie am 12. November 1724 erstmals auf. Sie basiert auf dem Kirchenlied von Johann Christoph Rube (1692).

## Geschichte und Worte
Bach komponierte die Kantate 1724 in seinem zweiten Amtsjahr in Leipzig für den 23. Sonntag nach Trinitatis. Die vorgeschriebenen Lesungen waren Phil 3,17–21 , „Unser Wandel ist im Himmel“, und Mt 22,15–22 , die Fangfrage nach dem Zinsgroschen, die Jesus beantwortet mit: „Gebt dem Kaiser, was des Kaisers ist…“ Die Kantate basiert auf dem gleichnamigen Kirchenlied in fünf Strophen von Johann Christoph Rube (1692). Es wird auf die Melodie von „Machs mit mir, Gott, nach deiner Güt“ von Johann Hermann Schein (1628) gesungen. Ein unbekannter Textdichter behielt die erste und letzte Strophe im Wortlaut bei als Sätze 1 und 6 der Kantate und arbeitete die Binnenstrophen zu einer abwechselnden Folge von Arien und Rezitativen um. Aus Strophen 2 entwickelte er Satz 2, Satz 3 schrieb er neu mit Bezug auf das Evangelium, aus den Strophen 3 und 4 leitete er die Sätze 4 und 5 ab. Nach Hans-Joachim Schulze könnte es sich bei dem Dichter um Andreas Stöbel handeln, einen früheren Ko-Rektor der Thomasschule, der über die nötigen theologischen Kenntnisse verfügte.
Bach führte die Kantate erstmals am 12. November 1724 auf, weitere Aufführungen folgten zwischen 1732 und 35 sowie zwischen 1744 und 47. Für den zweiten Satz existiert die Stimme einer obligaten Violine, doch die Stimme eines zweiten Obligat-Instruments fehlt, das eine weitere Violine oder Oboe d’amore gewesen sein könnte.

## Besetzung und Aufbau
Die Kantate ist kammermusikalisch besetzt mit vier Solisten, Sopran, Alt, Tenor und Bass, vierstimmigem Chor, zwei Oboen d’amore, zwei Violinen, Viola und Basso continuo.
1. Coro: Wohl dem, der sich auf seinen Gott
2. Aria (Tenor): Gott ist mein Freund; was hilft das Toben
3. Recitativo (Alt): Der Heiland sendet ja die Seinen
4. Aria (Bass): Das Unglück schlägt auf allen Seiten
5. Recitativo (Sopran): Ja, trag ich gleich den größten Feind in mir
6. Choral: Dahero Trotz der Höllen Heer!

## Musik
Der Eingangschor ist eine Choralphantasie, Die Instrumente spielen unabhängige konzertante Kammermusik, der Sopran singt die Melodie als cantus firmus, die Unterstimmen interpretieren den Text, der im ersten Abschnitt das kindliche Vertrauen des Gläubigen behandelt, im zweiten „alle Teufel“, denen er „wohlvergnügt“ widersteht, so der dritte Abschnitt. Die Tonart ist E-Dur, zu Bach’s Zeit eine eher selten verwendete Tonart.
In der Tenor-Aria erscheint das Motiv auf die Worte „Gott ist mein Freund“ wieder und wieder instrumental. In Satz 4, einer Bass-Aria mit Solo-Violine und den Oboi d’amore  unisono wechselt Bach nahtlos von lauter, doppelt punktierter Musik zu friedlichen Klängen im 6/8-Takt auf den Text „Doch plötzlich erscheinet die helfende Hand“. Der Schlusschoral ist ein schlichter vierstimmiger Satz.

## Einspielungen
- Bach Cantatas Vol. 5 – Sundays after Trinity II’. Karl Richter, Münchener Bach-Chor, Münchener Bach-Orchester, Edith Mathis, Trudeliese Schmidt, Ernst Haefliger, Peter Schreier, Dietrich Fischer-Dieskau. Archiv Produktion, 1978.
- Die Bach Kantate Vol. 58. Helmuth Rilling, Gächinger Kantorei, Bach-Collegium Stuttgart, Inga Nielsen, Helen Watts, Adalbert Kraus, Philippe Huttenlocher. Hänssler, 1980.
- J. S. Bach: Das Kantatenwerk, Folge 34 – BWV 136–139. Nikolaus Harnoncourt, Tölzer Knabenchor, Concentus Musicus Wien, Solist des Tölzer Knabenchors, Paul Esswood, Kurt Equiluz, Robert Holl. Teldec, 1982.
- J. S. Bach: Cantatas (21st & 23rd Sunday after Trinity). John Eliot Gardiner, Monteverdi Choir, English Baroque Soloists, Katharine Fuge, Derek Lee Ragin, Julian Podger, Gotthold Schwarz. Soli Deo Gloria, 1998.
- J. S. Bach: Complete Cantatas Vol. 11. Ton Koopman, Amsterdam Baroque Orchestra & Choir, Lisa Larsson, Annette Markert, Christoph Prégardien, Klaus Mertens. Antoine Marchand, 1999.
- Bach Edition Vol. 11 – Cantatas Vol. 5. Pieter Jan Leusink, Holland Boys Choir, Netherlands Bach Collegium, Marjon Strijk, Sytse Buwalda, Nico van der Meel, Bas Ramselaar. Brilliant Classics, 1999.
- J. S. Bach: Cantatas Vol. 28 – Cantatas from Leipzig 1724 – BWV 26, 62, 116, 139. Masaaki Suzuki, Bach Collegium Japan, Yukari Nonoshita, Robin Blaze, Makoto Sakurada, Peter Kooi. BIS, 2004.
- J. S. Bach: Kantate BWV 139 „Wohl dem, der sich auf seinen Gott“. Rudolf Lutz, Schola Seconda Pratica, Susanne Frei, Antonia Frey, Johannes Kaleschke, Ekkehard Abele. DVD. Gallus Media, 2008.
  - als CD: Bach-Kantaten No. 7. BWV 28, 139, 159. Gallus Media, 2013.